# 배영규
배영규(1982년 6월 22일 ~)는 대한민국의 성우이다. 본명은 배정우이며, 2009년 KBS에 입사했다. 한국방송 성우극회 소속 성우로서 현재는 KBS 34기로 분류된다.

## 출연작품

### 외화

#### 드라마
- 삼국지 (KBS) - 병사, 환관, 구안, 손례
- 초한지 (KBS) - 부소, 염락
- 닥터 후 시즌 7 (KBS) - 남자 비서, 달렉수상, 달렉
- 닥터 후 시즌 10 (KBS) - 다흐렌(피터 콜필드)
- 삼총사 (KBS) - 루이 13세 (라이언 게이지)
- 리썰 웨폰(KBS) - 브래드(애덤 코프먼)
- 경감 메그레(KBS) - 몽셍(데이비드 도슨)
- 나치 영국 지부 SS-GB (KBS) - 의사(올리버 곰)

#### 영화
- 배트맨 (KBS) - 에디(조지 로스)
- 자유로운 세계 (KBS) - 마흐무드(다부드 라스트고우)
- 노예 12년 (KBS) - 티비츠(폴 다노)
- 분노의 질주: 더 오리지널 (KBS) - 한(성 강)
- 싱 스트리트 (KBS) - 에이먼(마크 맥케나)

### 광고
- TV CF 공익광고 나라사랑 캠페인
- TV CF 라디오 국민연금 광고
- TV CF 스카이라이프 쿡
- 바이럴 광고 푸르덴셜 생명
- 바이럴 광고 LG하우시스 지인
- 마데카솔 광고 프레젠테이션 녹음
- 엠리밋 광고 프레젠테이션 녹음
- 써모스 광고 프레젠테이션 녹음

### 다큐
- 2014.01.06 KBS 동물의 세계 - 살아있는 자연사 박물관 갈라파고스: 진화의 신비(1)
- 2014.01.07 KBS 동물의 세계 - 살아있는 자연사 박물관 갈라파고스: 진화의 신비(2)
- 2014.01.08 KBS 동물의 세계 - 살아있는 자연사 박물관 갈라파고스: 진화의 신비(3)
- 2014.01.10 KBS 동물의 세계 - 살아있는 자연사 박물관 갈라파고스: 제작후기(2-2)
- 2014.05.29 KBS 동물의 세계 - 새끼 코끼리 마야 이야기
- 2014.07.12 KBS 동물의 왕국 - 멸종 위기의 시베리아 호랑이
- 2014.07.19 KBS 동물의 왕국 - 시베리아 호랑이 보존 프로젝트
- 2014.09.07 KBS 동물의 왕국 - 추석특집 슈퍼 캣의 탄생
- 2014.12.10 KBS 특선 'NCS 인재혁명' 제 1부 인재가 사라졌다 - 해설
- 2014.12.11 KBS 특선 'NCS 인재혁명' 제 2부 인재는 만들어진다 - 해설
- 2015.02.07 KBS 동물의 왕국 - 멸종위기의 시베리아 호랑이
- 2015.02.14 KBS 동물의 왕국 - 시베리아 호랑이 보존 프로젝트
- 2015.05.17 SBS 일요특선 다큐멘터리 - 방폐장, 이제는 상생이다 - 해설
- 2015.06.29 KBS 해외걸작다큐 <1차 세계 대전 어느 병사들의 이야기 (Our World War)> 제2부 전쟁과 우정 - 패디 役

### 라디오 드라마
소설극장 (KBS 3라디오)
- 2009.01.23 ~ 2009.10.01 이병주 <지리산> (차범수 / 안영달 / T서장 / 제이슨 / 문남석 / 고학진 / 김금철 외)
- 2009.10.02 ~ 2009.11.29 신경숙 <리진> (딘스모어 / 의원 / 역관 / 플라사르 / 보엑스 / 일본 장교)
- 2009.11.30 ~ 2010.01.05 김  훈 <남한산성> (관량사 / 사공 / 세자 / 관원 / 초간 / 향병 / 수찬 / 김상헌 조카 / 윤집)
- 2010.01.06 ~ 2010.02.07 임철우 <그 섬에 가고 싶다> (남자 / 봉묵 / 마을 어른 / 나 '성인')
- 2010.02.08 ~ 2010.03.13 김원일 <마당 깊은 집> (주인아저씨 / 남자 / 흥규 / 뺨에 칼자국 난 사내)
- 2010.03.14 ~ 2010.03.18 윤대녕 <연(鳶)> (해운)
- 2010.04.11 ~ 2010.04.17 윤대녕 <못구멍> (기훈)
- 2010.04.25 ~ 2010.04.29 박완서 <그리움을 위하여> (경환)
- 2010.07.24 ~ 2010.08.27 박민규 <삼미 슈퍼스타즈의 마지막 팬클럽> (부분 낭독 / 움가타 부루부루 / 프로 선수)
- 2010.08.28 ~ 2010.09.01 F. 스콧 피츠제럴드 <벤자민버튼의 시간은 거꾸로 간다> (로저 버튼)
- 2010.09.01 ~ 2010.09.04 F. 스콧 피츠제럴드 <젤리빈> (짐 파월)
- 2010.09.04 ~ 2010.09.08 F. 스콧 피츠제럴드 <낙타 엉덩이> (남자)

라디오 극장 (KBS 한민족 방송)
- 2009.01.01 ~ 2009.01.31 리지명 <삶은 어디에> (남4 / 남1 / 남3)
- 2009.02.01 ~ 2009.02.28 김주영 <아라리 난장> (도매상)
- 2009.04.01 ~ 2009.04.30 이문열 <황제를 위하여> (포로 / 유민5 / 지역유지2 / 하사 / 주민5)
- 2009.05.01 ~ 2009.05.31 신경숙 <엄마를 부탁해> (학생2 / 홍익회 직원 / 아저씨)
- 2009.06.01 ~ 2009.06.30 송은일 <사랑을 묻다> (남자 / 남자1)
- 2009.07.01 ~ 2009.07.31 심 훈 <상록수> (경사 / 회원 / 형사)
- 2009.08.01 ~ 2009.08.31 이상민 <빨간 자전거> (의사)
- 2009.09.01 ~ 2009.09.30 강인수 <어부의 노래> (수철)
- 2009.10.01 ~ 2009.10.31 현진건 <무영탑> (금지 / 구경꾼1 / 이웃3 / 금지 / 스님5 / 구경꾼2)
- 2009.11.01 ~ 2009.11.30 윤지강 <난설헌, 나는 시인이다> (사내4 / 친구3 / 장정1 / 가마꾼 / 아전 양치록 외)
- 2009.12.01 ~ 2009.12.31 김정현 <고향 사진관> (철주)
- 2010.02.01 ~ 2010.02.28 박범신 <풀입에서 눕다> (민구 / 노인4 / 주인 영감 / 서장)
- 2010.03.01 ~ 2010.03.31 이덕일 <이회영과 젊은 그들> (여운형 / 이을규 / 김익상 / 이호영 / 유자명 / 연충렬 외)
- 2010.07.01 ~ 2010.07.31 권비영 <덕혜옹주> (시바스키 순사 / 윤덕영 / 포졸 / 기사 낭독 / 사내1)
- 2010.08.01 ~ 2010.08.31 김성종 <최후의 증인> (과장 / 공비 / 남자 / 남직원 / 기자 / 형사1)
- 2010.10.01 ~ 2010.10.31 진산 <대사형> (고검표)
- 2010.11.01 ~ 2010.11.30 양귀자 <원미동 사람들> (직장 동료1 / 학교 후배 / 점원 / 정육점 임씨 / 건달)
- 2010.12.01 ~ 2010.12.31 권지예 <4월의 물고기> (까페 주인 / 패트릭)
- 2011.01.01 ~ 2011.01.31 권현숙 <에어홀릭> (교관 / 권혁주 '8회~31회')
- 2011.09.01 ~ 2011.09.30 신한균 <신의 그릇> (야네기 무네요시)

라디오 독서실 (KBS 2라디오)
- 2009.03.01 선우휘 <불꽃> (사람2)
- 2009.04.05 현기영 <순이 삼촌> (이장)
- 2009.04.19 김중혁 <악기들의 도서관> (성우)
- 2009.06.14 강석경 <숲속의 방> (조교)
- 2009.06.28 염승숙 <채플린, 채플린> (사회)
- 2009.07.12 김숨 <투견> (아나운서)
- 2009.08.16 이호철 <판문점> (북한 병사)
- 2009.09.06 편혜영 <토끼의 묘> (전문가)
- 2009.09.20 정한아 <마테의 맛> (남학생)
- 2009.11.08 박민규 <근처> (민과장)
- 2009.11.15 김지숙 <스미스> (아나운서)
- 2009.11.29 전성태 <이미테이션> (공무원)
- 2009.12.27 김훈 <화장> (광고이사)
- 2010.01.03 허균 <홍길동전> (신하2)
- 2010.01.24 이은선 <붉은 코끼리> (조련사)
- 2010.02.14 김부식 <호동왕자와 낙랑공주> (신하2)
- 2010.02.28 하근찬 <수난이대> (청년)
- 2010.04.04 조갑상 <통문당> (친구2)
- 2010.04.18 황순원 <독 짓는 늙은이> (거지1)
- 2010.04.25 김중혁 <1F/B1> (조천웅)
- 2010.05.02 이장욱 <변희봉> (친구2)
- 2010.05.23 박찬순 <발해풍의 정원> (우즈벡인)
- 2010.06.20 권정생 <몽실 언니> (정씨)
- 2010.08.01 김종일 <도둑놈의 갈고리> (남자)
- 2010.08.15 이범선 <학마을 사람들> (인민군)
- 2010.08.29 이기호 <밀수록 다시 가까워지는> (고모부)
- 2010.09.26 작자미상 <운영전> (김진사)
- 2010.10.31 이상 <날개> (남자1)
- 2010.11.07 김인숙 <조동옥 파비안느> (남자)
- 2010.11.14 하성란 <1984년> (구걸남)
- 2010.11.28 성석제 <인간적이다> (한만회)
- 2010.12.05 박완서 <자전거 도둑> (신사)

KBS 무대 (KBS 한민족 방송)
- 2009.03.07 교수님, 행복하십니까? (의사)
- 2009.04.18 장모님의 아파트 (의사)
- 2009.07.18 my 스텝파더 (남자2)
- 2009.08.15 폭우 (인부3)
- 2009.09.26 김부식의 낮잠 (운전수)
- 2009.10.31 선녀와 나무꾼 (택시기사)
- 2009.12.12 Try to Remember (웨이터)
- 2010.01.16 지상에서 영원으로
- 2010.05.29 눈부신 5월의 햇살 속으로 (인부)
- 2010.06.05 도둑 갈매기 (건달1)
- 2010.07.10 빈 가지 위에 눈꽃이 피다 (아나운서)
- 2010.07.31 비온 뒤 맑음 (안내원)
- 2010.09.25 아버지의 선물 (기자)
- 2010.12.11 그의 방이니까요 (남학생2)
- 2012.09.29 다듬이 소리 (내무서원)
- 2013.06.01 별이 빛나는 밤에 (김준성)
- 2013.06.22 노을 (20대 전홍진)

대한민국 경제실록 (KBS 1라디오)
- 2010.04.19 ~ 2010.07.20 제01화 IMF가 있었다 (본부장 외)
- 2010.07.21 ~ 2010.09.21 제02화 세계경영, 그 꿈과 좌절의 기록들 (해외 채권단 외)
- 2010.09.22 ~ 2010.12.01 제03화 개발연대의 개막 (안과장 외)
- 2010.12.02 ~ 2011.01.26 제04화 경제개발, 그 종잣돈을 찾아라 (최덕빈 외)

소리로 보는 세상 (KBS 3라디오)
- 2010.09.06 ~ 2010.11.14 (기사 낭독)

신성원의 문화읽기 (KBS 1라디오)
- 2009.07.19 후안 호세 미야스 作 그림자를 훔친 남자
- 2009.12.20 아지즈 네신 作 생사불명 야사르
- 2010.01.03 나쓰메 소세키 作 그후
- 2010.01.24 다자이 오사무 作 인간실격
- 2010.01.31 가와바타 야스나리 作 설국
- 2010.02.07 아베 코보 作 모래의 여자
- 2010.02.14 오에 겐자부로 作 개인적인 체험
- 2010.02.21 무라카미 하루키 作 상실의 시대
- 2010.02.28 가네시로 카즈키 作 GO
- 2010.03.14 제임스 매튜 베리 作 피터팬
- 2010.03.28 유진 오닐 作 느릅나무 밑의 욕망
- 2010.04.04 사무엘 베게트 作 고도를 기다리며
- 2010.04.11 아서 밀러 作 세일즈맨의 죽음
- 2010.04.25 데이빗 헨리 황 作 M.나비
- 2010.05.09 호프만 作 모래 사나이
- 2010.05.23 브레히트 作 사천의 선인
- 2010.05.30 권터 그라스 作 양철북
- 2010.06.13 파트리크 쥐스킨트 作 향수
- 2010.06.20 베른하르트 슐링크 作 더 리더, 책 읽어주는 남자
- 2010.07.25 싸하르 칼리파 作 가시 선인장
- 2010.08.01 제인 오스틴 作 설득
- 2010.08.15 찰스 디킨스 作 위대한 유산
- 2010.09.12 조셉 콘레드 作 암흑의 핵심

다큐멘터리 역사를 찾아서 (KBS 1라디오)
- (연기)

경제를 배웁시다 (KBS 한민족 방송)
- 2010.09.22 추석특집 동화로 배우는 경제 3부 <해상왕 장보고> (남자)

KBS 한민족 방송 특별기획 5부작 <한국의 땅 독도> (KBS 한민족 방송)
- 2010.06.02 제2부 다큐 드라마 <독도, 그 섬의 역사> (일본인)

특집기획 라디오 다큐멘터리, 라디오 드라마 (KBS)
- 2009.08.15 8.15 특집 다큐멘터리 <한국, 한국인 일본의 영웅이 되다> (일본인)
- 2010.03.01 3.1절 특집 다큐멘터리 <우록리의 3.1절> (일본 장수 / 나카니시 미츠오)
- 2010.06.24 한국전쟁 60주년 특별기획 라디오 다큐멘터리 극장 <이별의 부산정거장> (공비)

북방동포 체험수기 특집 2부작 <한민족의 얼을 지키는 사람들> (KBS 한민족 방송)
- 2010.12.30 제1부 우리는 한민족 (최명걸)
- 2010.12.31 제2부 엄마의 한복 사랑 (동생)

### 오디오 드라마
- 눈물의 맛 (Aco) - 신정연 役
- Bad Heat (Aco) - 하윤서 役

### 예고
- 스타오디션 위대한 탄생 (MBC)
- 롯데 칸타타 채리티 스킨스 (SBS 골프)